# Въоръжени сили на Бурунди
Националните отбранителни сили на Бурунди включват Армия и паравоенна Жандармерия. Армията има две крила – Флотско и Въздушно. Ниската наборна възраст, както и големият процент деца-войници в армията предизвикват безпокойството на много правозащитни организации.

## Военновъздушно оборудване
| Машина                    | Произход | Тип                       | Варианти        | В експлоатация | Бележки |
| ------------------------- | -------- | ------------------------- | --------------- | -------------- | ------- |
| Aérospatiale Alouette III | Франция  | транспортен вертолет      | SA 316B         | 3              |         |
| Aérospatiale Gazelle      | Франция  | транспортен вертолет      | SA 342L         | 2              |         |
| Cessna 150                | САЩ      | свързочен самолет         |                 | 3              |         |
| Dassault Falcon 50        | Франция  | VIP транспорт             |                 | 1              |         |
| Dornier Do 27             | Германия | свързочен самолет         | Do 27Q          | 1              |         |
| Ми-24                     | Русия    | боен вертолет             |                 | 2              |         |
| SIAI-Marchetti SF 260     | Италия   | тренировъчен лек щурмовик | SF.260P SF.260W | 2              |         |